# Olney Springs
Olney Springs – miasto w Stanach Zjednoczonych, w stanie Kolorado, w hrabstwie Crowley.